# Silvia Sedonati
Silvia Sedonati (Maniago, 21 settembre 1978) è un'ex calciatrice italiana, di ruolo centrocampista.

## Carriera

### Club
Esordisce a soli 14 anni in Serie A nella Pordenone Friulvini.

## Palmarès

### Club
- Campionato italiano: 1

Verona Günther: 1995-1996
- Campionato italiano di Serie A2: 1

Graphistudio Pordenone: 2011-2012 (Girone B)